# Waldemar Christian zu Schleswig und Holstein

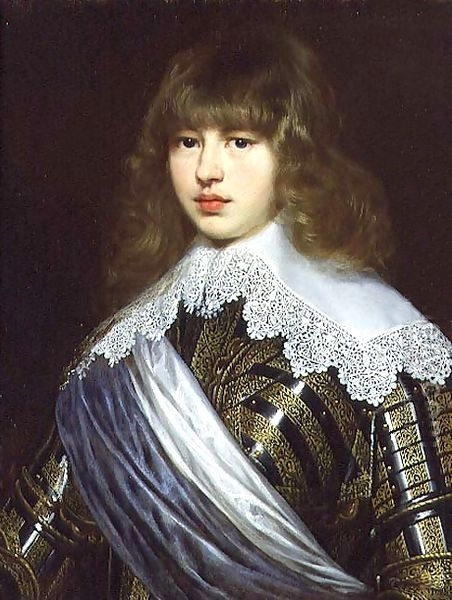
Porträt des jungen Grafen

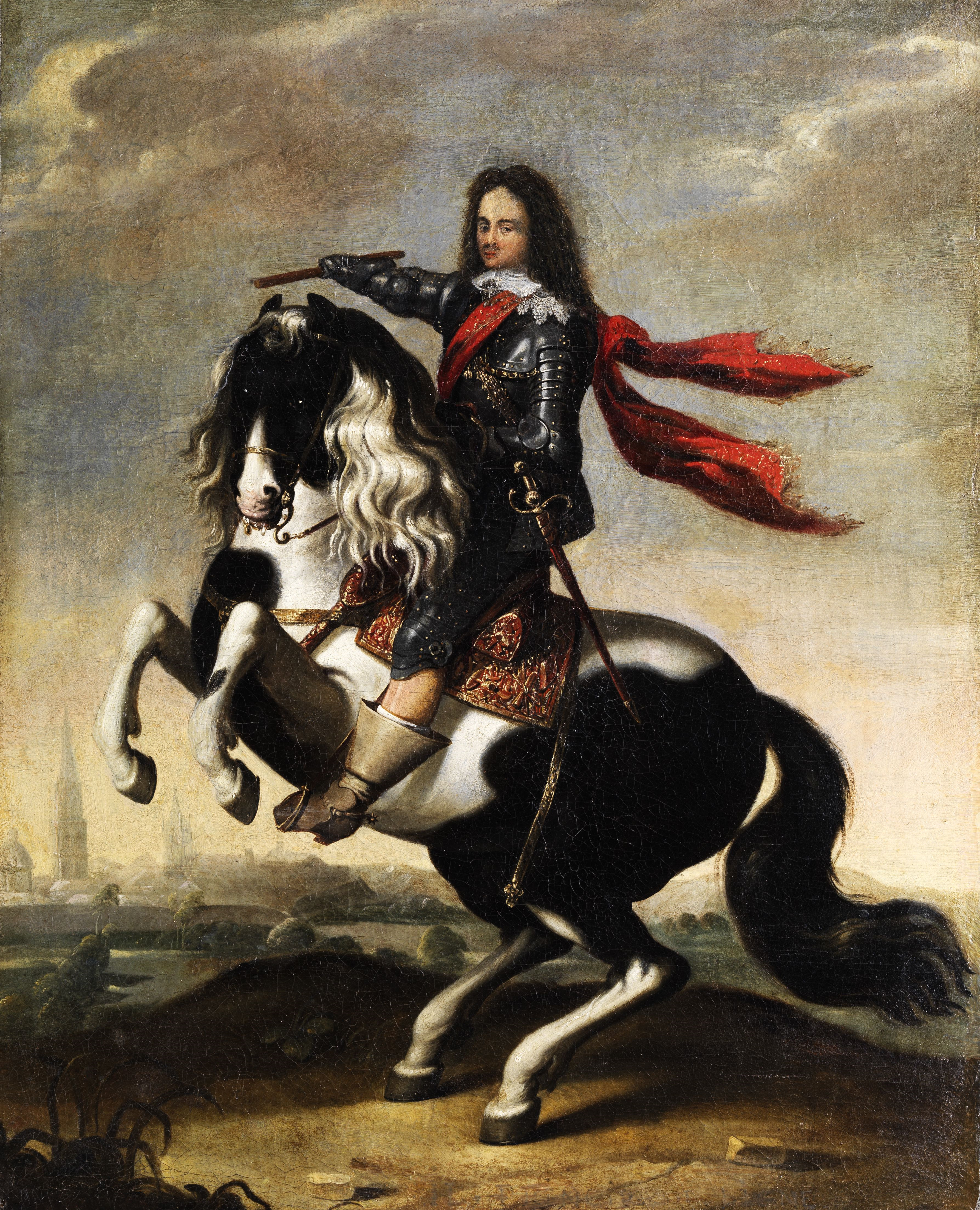
Graf Waldemar Christian zu Pferde

Waldemar Christian (* 26. Juni 1622 auf Schloss Frederiksborg; † 26. Februar 1656 in Lublin) war ein dänischer Graf zu Schleswig und Holstein. Er war der Sohn des dänischen Königs Christian IV. (1577–1648) und dessen morganatischer Ehefrau Kirsten Munk (1598–1658).

## Leben
Waldemar Christian war der einzige Sohn unter den zehn Kinder seiner Eltern, der das Erwachsenenalter erreichte. Nachdem die Ehe seiner Eltern 1628 zerbrochen war, wuchs er mit seinen Schwestern zunächst bei seiner Großmutter Ellen Marsvin auf, bis dieser die Erziehung ihrer Enkel entzogen wurde. 1639 wurde er als Nachfolger seiner Großmutter zum Administrator des Klosters Dalum bei Odense ernannt. Sein Vater König Christian IV. kaufte Ellen Marsvin die Insel Tåsinge bei Fünen ab und ließ zwischen 1639 und 1644 den dortigen Hof Kærstrup (oder Kærsgård) zum Valdemars Slot (deutsch Waldemars Schloss) ausbauen, das Waldemar Christian allerdings nie bezog. 1637 reiste er mit seinem späteren Schwager Hannibal Sehested nach Brüssel, Frankreich, Italien und England.
Wiederholt wurde er von seinem Vater in diplomatischem Auftrag nach Schweden geschickt. Aus politischen Gründen sollte Waldemar Christian Irina (1627–1679), eine Tochter des russischen Zaren Michael I., heiraten. Kurz nach Neujahr 1644 kam Waldemar Christian in Moskau an. Er wurde mit großem Pomp empfangen. Allerdings weigerte sich Waldemar Christian, wie vom Zaren gefordert, zur russisch-orthodoxen Kirche überzutreten. Die Hochzeit fand nicht statt. Waldemar Christian wurde anderthalb Jahre in Russland festgesetzt. Erst nach dem Tod Zar Michaels im Juli 1645 konnte er nach Dänemark zurückkehren.
In den folgenden Jahren kam es wegen finanzieller Streitigkeiten zum Bruch Waldemar Christians mit seiner Mutter. Er schloss sich zunächst in Polen Kaiser Ferdinand III. an, dann 1655 dem schwedischen König Karl X. Gustav. In schwedischen Diensten nahm er am schwedisch-polnischen Krieg teil, wo er 1656 in Lublin im Alter von 33 Jahren fiel.